# Artpop
Pour l’article homonyme, voir Artpop (chanson) pour la chanson de Lady Gaga.
Albums de Lady Gaga
Born This Way
(2011) Cheek To Cheek
(2014)
Singles
1. Applause
Sortie : 12 août 2013
2. Do What U Want
Sortie : 21 octobre 2013
3. G.U.Y.
Sortie : 28 mars 2014

Artpop (stylisé ARTPOP) est le quatrième album studio de Lady Gaga, sorti le 11 novembre 2013. Il est édité par Interscope Records et accompagné par une application mobile téléchargeable gratuitement. Les premiers singles issus de cet album, Applause et Do What U Want, sont sortis respectivement en août et octobre 2013. Deux singles promotionnels sont apparus, Venus en octobre et Dope en novembre. Le troisième single intitulé G.U.Y. est sorti le 28 mars 2014. De novembre à décembre 2013, l'album s'est écoulé à 2,3 millions d'exemplaires selon la Fédération internationale de l'industrie phonographique,.

## Genèse et enregistrement
Fin 2011, six mois après la sortie de Born This Way, Lady Gaga commence à travailler sur de nouvelles chansons avec les producteurs DJ White Shadow et Fernando Garibay,. Elle écrit également avec le disc jockey et producteur allemand Zedd durant la branche asiatique de la tournée mondiale The Born This Way Ball, avant de le retrouver en studio,. En juin 2012, elle fait écouter ses nouvelles compositions aux responsables de son label. Lady Gaga révèle le titre du disque, Artpop, en demandant à ce qu'il soit écrit en lettres capitales,. Elle collabore avec le photographe Terry Richardson, qui prépare un documentaire sur la conception de l'album. Elle décide également de faire appel au DJ français Madeon afin de composer certains morceaux de l'album. En février 2013, une blessure à la hanche l'oblige à mettre un terme à sa tournée. La chanteuse est opérée et suit une rééducation. Durant sa convalescence, elle est entourée par les artistes de son collectif Haus of Gaga.

## Parution

### Singles
En août 2013, Applause, la chanson choisie comme premier single du futur album, commence à circuler sur le web. Pour contrer sa diffusion non autorisée, la sortie du titre coécrit avec DJ White Shadow est avancée d'une semaine par Interscope Records. Lady Gaga interprète Applause au cours de la cérémonie des MTV Video Music Awards. Le morceau débute à la 6e place du Billboard Hot 100. Son clip vidéo est réalisé à Los Angeles par les photographes de mode Inez & Vinoodh. La chanteuse utilise l'une de leurs photos pour illustrer la pochette du single,.
Le 2e single de l'album est Do What U Want, chanté en duo avec R. Kelly, sorti le 20 octobre en tant que single promotionnel au Canada, puis le lendemain dans le monde entier. Après un succès foudroyant, Lady Gaga annonce via Twitter que le titre sera diffusé en tant que single officiel le 22 octobre, remplaçant ainsi Venus. Des remixes en duo avec Rick Ross et Christina Aguilera ont été mis en vente respectivement le 20 décembre 2013 et le 1er janvier 2014. À la suite des scandales d'agressions sexuelles de R. Kelly, Lady Gaga dit regretter d'avoir collaboré avec lui et décide de supprimer la chanson des plateformes de téléchargements et streaming. Elle n'est plus disponible depuis le 11 janvier 2019, cependant la version avec Christina Aguilera est toujours disponible.
Venus est le premier single promotionnel de l'album et est sorti le 27 octobre 2013, Dope est le deuxième single promotionnel, sorti le 4 novembre 2013.
Le 22 mars 2014, elle dévoile le clip de son nouveau single GUY. La chanson sort officiellement en tant que single le 8 avril 2014.
Lors d'un concert à Québec dans le cadre de Artrave: The Artpop Ball, à la suite de demandes de ses fans, Gaga donne le feu vert à Gypsy pour être officiellement diffusé en radio, en tant que quatrième single. Toutefois, Lady Gaga a fait l'impasse sur ce single qui aurait plu à ses fans[réf. nécessaire].

### Album
La sortie mondiale de Artpop et d'une application mobile donnant accès à des contenus supplémentaires est annoncée pour le 11 novembre 2013, deux ans et demi après la publication de Born This Way,. L'application est conçue par TechHAUS, qui fait partie du collectif Haus of Gaga. En août, un spot promotionnel au ton décalé est rendu public. Il affirme que Gaga est une artiste « finie » (« she is over »), ayant « perdu sa pertinence » (« Lady Gaga is no longer relevant »), et appelle le public à ne pas acheter ses prochains disques. En septembre 2013, Lady Gaga effectue son retour sur scène à l'occasion de l'iTunes Festival de Londres et chante huit morceaux qui figureront sur Artpop : Aura, Manicure, Artpop, Jewels N' Drugs, Sexxx Dreams, Swine, I Wanna Be With You et Applause,. La pochette de l'album réalisée par l'artiste contemporain Jeff Koons représente une sculpture de la chanteuse et fait référence au tableau La Naissance de Vénus de Botticelli,. En octobre, Lady Gaga dévoile la liste des titres, ainsi qu'une lyric video de Aura, comportant des images du film Machete Kills de Robert Rodriguez, dans lequel la chanteuse tient un petit rôle.

## Accueil critique
L'accueil critique de l'album est mitigé,, à l'image de l'article du Time, de l'Independent celui de Rolling Stone qui note l'album 3/5, ou de ceux un peu plus virulents publiés par le Guardian,. Selon l'agrégateur de critique Metacritic celui-ci est noté 61/100. Il s'agit de la plus faible note pour un album de la chanteuse,. Loïc Picaud de Music Story note que « la célébrité est un naufrage quand la proposition artistique, absente de toute vision, se limite à manier des concepts. En son temps, Andy Warhol reproduisait des boîtes de soupe en série qu'il transformait en art. Lady Gaga ne fait que l'inverse en appliquant un vernis artistique à de la soupe musicale ». De son côté, la critique du Telegraph bien que mitigée reste plutôt positive soulignant le côté « dansant » de l'album.
Dans les journaux français, les critiques sont particulièrement sévères : « Les textes sont d'une bêtise abyssale. » et « des morceaux d'une confondante banalité » pour le Figaro, « Lady Gaga déroule trop souvent une dance datée voire surannée », « des productions entendus mille fois » et « Lady Gaga semble à la traîne, courant après une couronne qu’elle a perdue, à négliger le fond au profit de la forme. » pour le Parisien. Paris Match titre : « Passage à vide
Pour Lady Gaga, rien ne va » et précise que « son album essuie de sévères critiques ». Pour Les Inrocks, « la pauvre Lady Gaga ajoute du rien sur du vent. Son “Artpop” fait flop ». À l'opposé, le supplément du Nouvel Observateur soutient l'album.
La critique de Billboard est cependant positive en jugeant que l'album devait « être applaudi par sa complexité et ses interprétations inspirantes, tout en disant aux fans de tout simplement danser ». Le disque est noté 84/100. Entertainment Weekly donne à Artpop un bon B qui fait l'éloge de Lady Gaga comme étant « un as pour la création de mélodies accrocheuses qui sait rire d'elle-même ("I know that mom and dad think I'm a mess/But it's all right because I am rich as piss" dans "Mary Jane Holland"). En ce qui concerne la pop, le disque est très bien fait et divertissant mais en ce qui concerne l'art, l'artiste échoue lorsqu'elle veut atteindre une fonction de base : faire une impression.». Dans l'ensemble de la presse internationale, l'album reste néanmoins très mal accueilli.

## Promotion

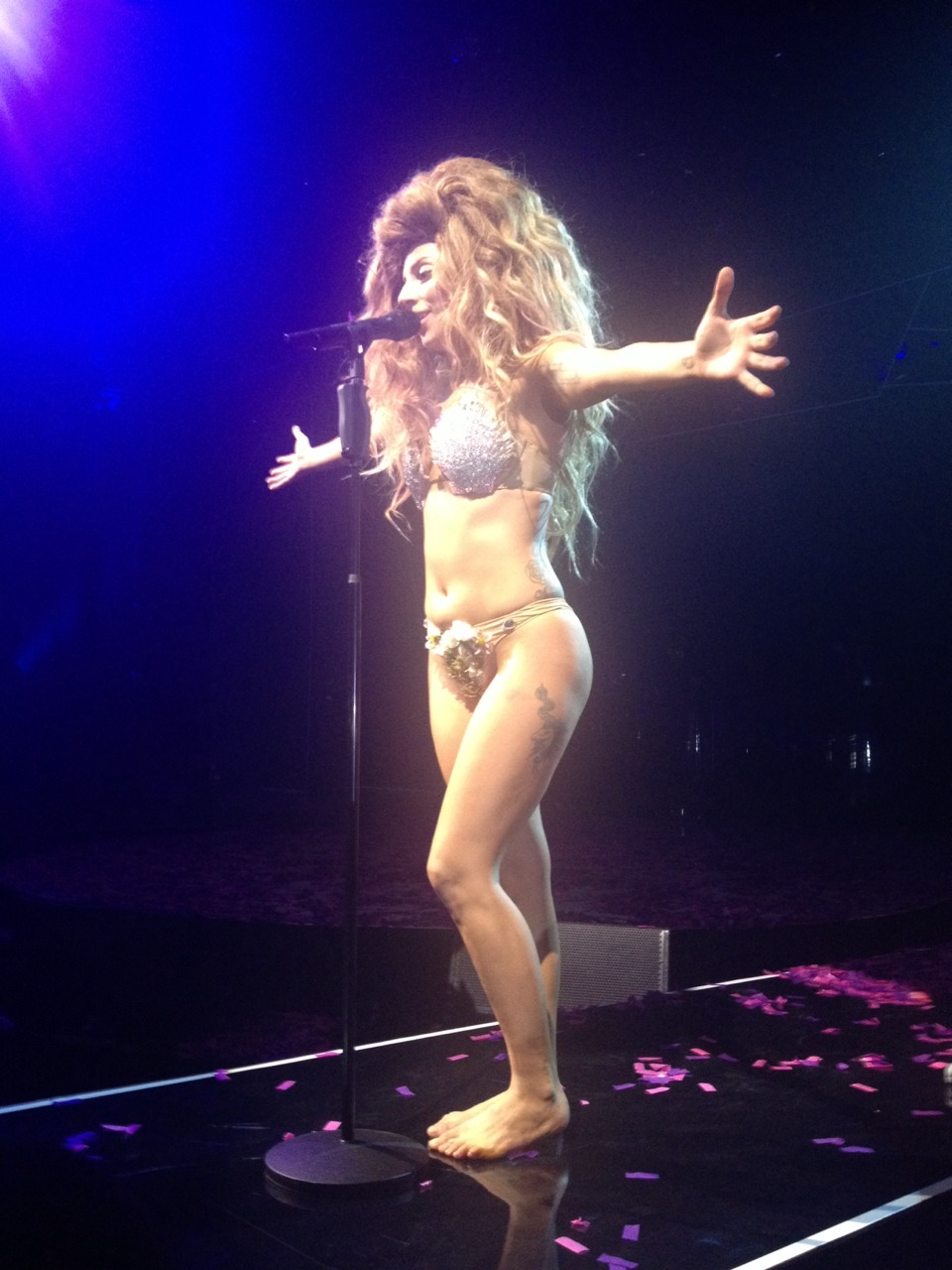
Gaga interprétant Artpop lors de l'iTunes Festival 2013, à Londres

Le 25 décembre 2012, Lady Gaga annonce sur Twitter la venue d'un documentaire sur sa vie, la création d'Artpop et ses fans,,, que l'artiste décrit comme un cadeau à ces derniers. Le documentaire est alors en cours de réalisation par Terry Richardson, avec qui elle a déjà collaboré pour le livre photographique Lady Gaga x Terry Richardson.
Le 12 juillet 2013, Gaga annonce via les réseaux sociaux l'organisation d'une cérémonie nommée artRave, la veille de la sortie de l'opus qui lancera celui-ci officiellement. Des projets de démonstration sur lesquels elle a travaillé en collaboration avec la Haus of Gaga, le duo de photographes hollandais Inez van Lamsweerde et Vinoodh Matadin, le metteur en scène de théâtre avant-gardiste Robert Wilson, l'artiste performeur Marina Abramović et l'artiste américain Jeff Koons seront ainsi présentés[réf. souhaitée]. L'image accompagnant l'annonce montre Lady Gaga couvrant ses seins nus avec ses bras, montrant son tatouage « Artpop » sur son avant-bras gauche et coiffée d'une sorte de visière réalisée par l'ancienne élève diplômée du London College of Fashion, Isabell Yalda Hellysaz. Les mois suivants, elle dévoile d'autres affiches promotionnelles. La deuxième montre la chanteuse, cheveux bruns, complètement nue, sur une chaise faite de cartes mères, portant une paire de lunettes et en montrant son tatouage en licorne sur la cuisse[pertinence contestée].
La chanteuse a ouvert la cérémonie des MTV Video Music Awards 2013 le 25 août 2013 avec une performance de son nouveau single Applause dans laquelle elle a fait une rétrospective de sa carrière, en portant différents costumes et perruques, chacun représentatif d'une ère différente (The Fame, The Fame Monster, Born This Way et Artpop). Cette même chanson a aussi été utilisée dans une publicité pour la marque Kia Motors. Lady Gaga a également ouvert l'iTunes Festival le 1er septembre 2013, où elle a interprété huit chansons figurant sur l'album, dont Applause, Artpop, Aura, Dope (alors titrée I Wanna Be With You lors de la performance), Jewels n' Drugs, avec les rappeurs T.I., Too Short et Twista ; MANiCURE, Sexxx Dreams et Swine. Cependant, T.I. n'était pas présent pour la performance, due au fait que ce dernier s'est vu refuser l'entrée au Royaume-Uni,. Le show a été filmé et son enregistrement est présent dans la version Deluxe de l'album.
Le 4 octobre 2013, une bande-annonce pour le film Machete Kills, qui marque les débuts en tant qu'actrice de Lady Gaga et incluant un aperçu de la version studio de la chanson Aura est sortie. Une lyric video, réalisée par Robert Rodriguez a été publiée le 9 octobre. Celle-ci montre des scènes et quelques dialogues issus du film. Deux singles promotionnels issus de l'opus ont été mis en vente avant la sortie de ce dernier : Venus le 28 octobre 2013 et Dope le 4 novembre. Un extrait de la version studio de GUY a été dévoilé le 14 octobre 2013. Quelques semaines plus tard, la chanteuse dévoile des extraits de la version studio du morceau Artpop et Mary Jane Holland.

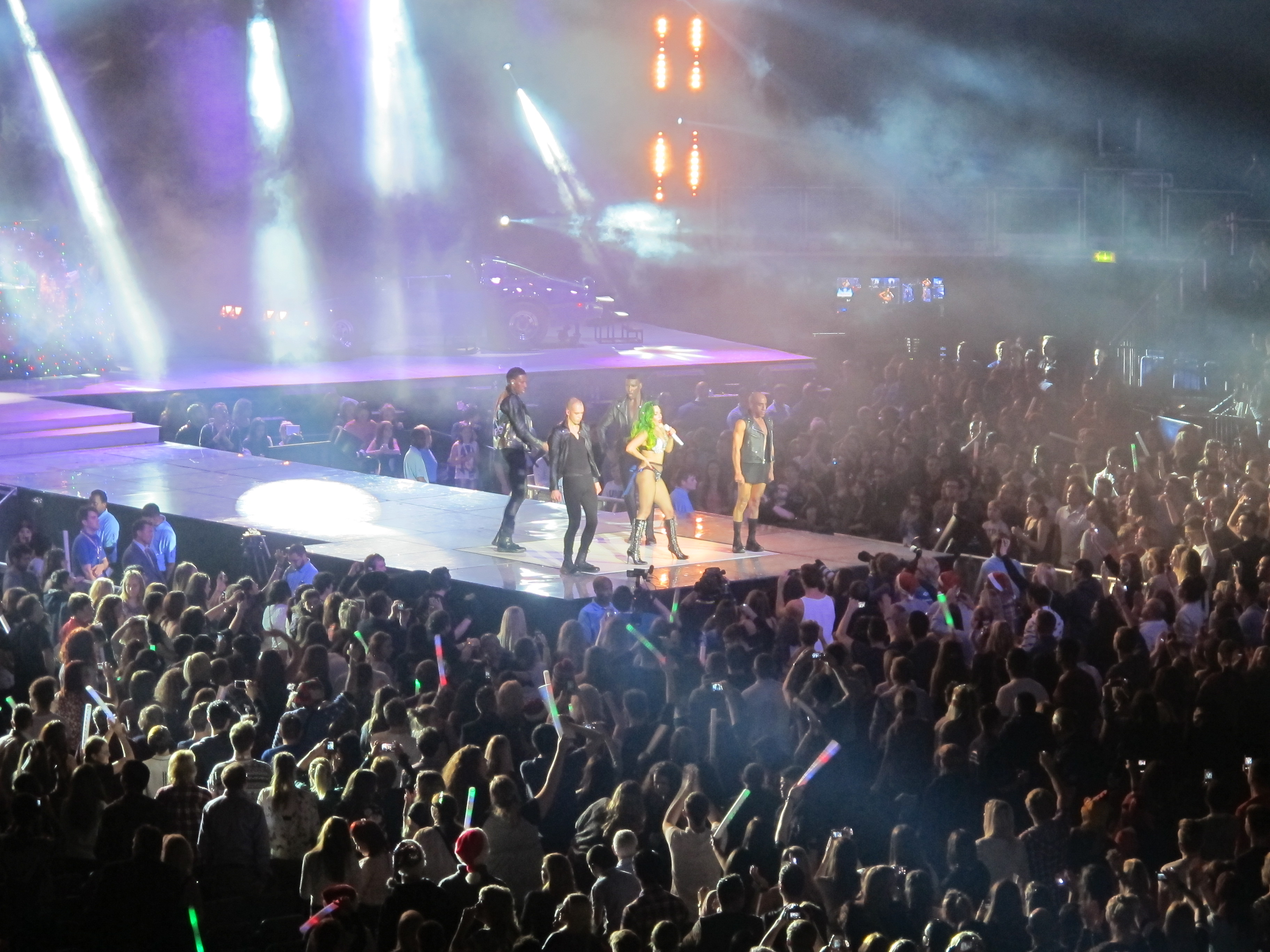
Lady Gaga au Jingle Bell Ball.

Le 24 octobre 2013, l'artiste a organisé une soirée d'écoute de l'album à Berlin, en Allemagne, où elle a interprété Gypsy au piano pour la première fois. Le 26 octobre 2013, Gaga a fait une apparition surprise dans la boite de nuit londonienne G.A.Y. et a interprété Venus pour la première fois. Le 27 octobre 2013, Gaga a interprété Venus et Do What U Want en direct sur le plateau de la dixième saison de The X Factor (Royaume-Uni). Sa performance, alors jugée comme inappropriée a reçu l'objet de nombreuses plaintes. Après un retour aux États-Unis, elle interprète le titre Dope à la cérémonie des YouTube Music Awards puis fait un tour du côté du Howard Stern Show le 12 novembre où elle a confié une interview et des performances de ses chansons[style à revoir] Gypsy et Dope. La cérémonie de la artRave a eu lieu le 10 novembre à Brooklyn. La chanteuse a alors délivré un concert au milieu de gigantesques sculptures représentants la jeune femme, dont celle créée par Jeff Koons sur la pochette de l'album. Durant cette même soirée, elle a fait découvrir une création de la TechHaus, partie de la Haus of Gaga : Volantis, la première robe volante. Le 16 novembre suivant, la chanteuse a été reçue comme invitée et présentatrice de l'émission américaine Saturday Night Live. Elle est apparue dans plusieurs sketchs au près de Kenan Thompson et a chanté son single Do What U Want ainsi que Gypsy. Le 28 novembre 2013, elle a fait une apparition dans une émission spéciale pour Thanksgiving appelée "Lady Gaga and the Muppets' Holiday Spectacular", la chanteuse était aux côtés des Muppets et a interprété plusieurs chansons de l'album, notamment Fashion! en duo avec RuPaul et Artpop avec Elton John. La tournée promotionnelle de l'album a continué au Japon, où Lady Gaga a visité plusieurs émissions telle que Music Station pour interpréter ses titres Venus et Applause, avant de retourner promouvoir l'album en Angleterre. Elle s'est produite le 8 décembre 2013 au Jingle Bell Ball de Capital FM à l'O2 Arena de Londres.
Lady Gaga joue les concerts finaux de la Roseland Ballroom, à New York. Les spectacles qui ont lieu le 28, 30 et 31 mars, ainsi que le 2 avril ont été annoncés le 22 novembre 2013. Deux concerts supplémentaires pour le 4 et 6 avril ont été ajoutés quelques jours après.
Le 3 décembre 2013, la chanteuse annonce les 25 premières dates de sa quatrième tournée mondiale Artrave: The Artpop Ball. La tournée débute en mai 2014 à Fort Lauderdale aux États-Unis.

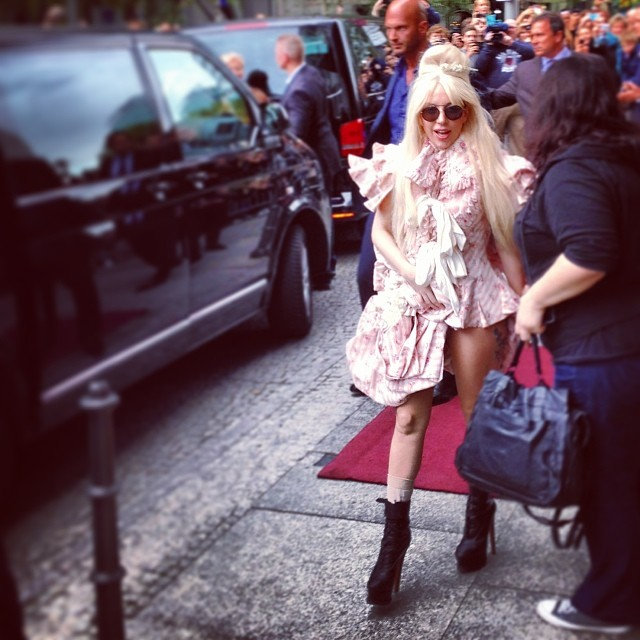
Lady Gaga à Berlin pour la promotion de son album.

## Réception commerciale
Aux États-Unis, la chanteuse débute à la première place du Billboard 200 avec 258 000 exemplaires vendus en première semaine, soit 61 % de moins que pour son prédécesseur, Born This Way, en ne prenant pas en compte l'opération promotionnelle d'Amazon MP3. S'il s'agit du deuxième numéro un pour Lady Gaga et s'il réalise la quatrième plus grosse semaine de ventes pour une artiste féminine en 2013, derrière Katy Perry, Miley Cyrus et Beyoncé, ce résultat reste largement inférieur au 1,1 million d'exemplaires vendus en première semaine pour Born This Way. Artpop se classe également au sommet du classement digital, s'écoulant à 146 000 téléchargements pour sa première semaine. 57 % de la première semaine de ventes de l'album aux États-Unis sont des téléchargements digitaux, le reste sont des albums physiques. Une faible quantité de copies, vendues via H&M ne sont pas incluses dans ce nombre : moins de 1 000 selon des sources. L'album était initialement prévu d'écouler entre 300 000 et 350 000 copies en première semaine. La semaine suivante, il s'écroule à la huitième place du Billboard 200 avec des ventes de 46 000 copies pour une baisse de 82 %, soit la quatrième plus grosse chute de ventes en deuxième semaine pour un artiste, son album Born This Way étant déjà à la deuxième place. En troisième semaine de vente, à l'occasion du Black Friday, Artpop a été soldé sur Amazon, Walmart et Target. L'album a grimpé à la septième place du classement américain pour 116 000 exemplaires vendus. Mondialement, l'album se classe à la première place des charts avec 553 000 exemplaires écoulés en deuxième semaine : la première étant les ventes japonaises dues à la sortie de l'opus le 6 novembre. D'ailleurs, la chanteuse se place au top du classement Oricon, affichant un score total de 86 330 exemplaires vendus en deux semaines[réf. nécessaire]. En France et au Canada, l'album atteint seulement la troisième place dans les charts et se vend respectivement à 22 900[réf. nécessaire] et 25 000 exemplaires. Il chute à la vingt-huitième place du classement français en deuxième semaine. En Australie, elle se classe deuxième, derrière Eminem, avec 15 685 copies vendues. Entré à la première place du classement des meilleures ventes d'albums au Royaume-Uni, Artpop dégringole à la neuvième place la semaine suivante pour un total cumulé de 81 600 exemplaires. En France, l'album s'est écoulé à plus de 60 000 exemplaires. En 2013, 2,3 millions d'exemplaires ont été vendus mondialement selon la Fédération internationale de l'industrie phonographique,. En 2014, le magazine musical Bilboard annonce que l'album s'est vendu à 2,5 millions d'exemplaires dans le monde .

## Liste des pistes
| No  | Titre                                                       | Auteur | Producteur(s)                                                    | Durée |
| --- | ----------------------------------------------------------- | --- | ---------------------------------------------------------------- | ----- |
| 1.  | Aura                                                        | Lady Gaga, Anton Zaslavski, Amit Duvdevani, Erez Eisen                                                                               | Lady Gaga, Zedd, Infected Mushroom                               | 3:55  |
| 2.  | Venus                                                       | Lady Gaga, Paul « DJ White Shadow » Blair, Hugo Leclercq, Dino Zisis, Nick Monson, Sun Ra                                            | Lady Gaga                                                        | 3:53  |
| 3.  | G.U.Y.                                                      | Lady Gaga, Zedd | Lady Gaga, Zedd                                                  | 3:52  |
| 4.  | Sexxx Dreams                                                | Lady Gaga, Paul « DJ White Shadow » Blair, Tchami, DJ Snake                                                                          | Lady Gaga, Paul « DJ White Shadow » Blair                        | 3:34  |
| 5.  | Jewels N' Drugs (featuring T.I., Too Short et Twista)       | Lady Gaga, Paul « DJ White Shadow » Blair, Too Short, Twista, Nick Monson, Dino Zisis, Clifford Harris                               | Lady Gaga, Paul « DJ White Shadow » Blair                        | 3:48  |
| 6.  | Manicure                                                    | Lady Gaga, Paul « DJ White Shadow » Blair, Dino Zisis, Nick Monson                                                                   | Lady Gaga, Paul « DJ White Shadow » Blair                        | 3:19  |
| 7.  | Do What U Want (featuring R. Kelly puis Christina Aguilera) | Lady Gaga, R. Kelly, Paul « DJ White Shadow » Blair, Tchami, DJ Snake                                                                | Lady Gaga, Paul « DJ White Shadow » Blair                        | 3:47  |
| 8.  | Artpop                                                      | Lady Gaga, Paul « DJ White Shadow » Blair, Dino Zisis, Nick Monson                                                                   | Lady Gaga, Paul « DJ White Shadow » Blair                        | 4:07  |
| 9.  | Swine                                                       | Lady Gaga, Paul « DJ White Shadow » Blair, Dino Zisis, Nick Monson                                                                   | Lady Gaga, Paul « DJ White Shadow » Blair                        | 4:28  |
| 10. | Donatella                                                   | Lady Gaga, Zedd | Lady Gaga, Zedd                                                  | 4:24  |
| 11. | Fashion!                                                    | Lady Gaga, Giorgio Tuinfort, William Adams, David Guetta, Paul « DJ White Shadow » Blair                                             | Lady Gaga, Giorgio Tuinfort, William Adams, David Guetta         | 3:59  |
| 12. | Mary Jane Holland                                           | Lady Gaga, Hugo Leclercq | Lady Gaga, Madeon                                                | 4:37  |
| 13. | Dope                                                        | Lady Gaga, Paul « DJ White Shadow » Blair, Dino Zisis, Nick Monson                                                                   | Lady Gaga, Rick Rubin                                            | 3:41  |
| 14. | Gypsy                                                       | Lady Gaga, Paul « DJ White Shadow » Blair, Hugo Leclercq, RedOne                                                                     | Lady Gaga, Madeon                                                | 4:08  |
| 15. | Applause                                                    | Lady Gaga, Paul « DJ White Shadow » Blair, Dino Zisis, Nick Monson, Nicolas Mercier, Julien Arias, Martin Bresso, William Grigahcine | Lady Gaga, DJ White Shadow, Dino Zisis, DJ Snake, Tchami, Mercer | 3:32  |

| 1. | Aura (Live at iTunes Festival 2013)                |  |
| 2. | Manicure (Live at iTunes Festival 2013)            |  |
| 3. | Artpop (Live at iTunes Festival 2013)              |  |
| 4. | Jewels N' Drugs (Live at iTunes Festival 2013)     |  |
| 5. | Sexxx Dreams (Live at iTunes Festival 2013)        |  |
| 6. | Swine (Live at iTunes Festival 2013)               |  |
| 7. | I Wanna Be With You (Live at iTunes Festival 2013) |  |
| 8. | Applause (Live at iTunes Festival 2013)            |  |

| 16. | Applause (DJ White Shadow Electrotech Remix) |  |  | 5:49 |
| 17. | Applause (Viceroy Remix)                     |  |  | 4:27 |
| 18. | Applause (Empire of the Sun Remix)           |  |  | 4:08 |

| 1. | Aura (Live at iTunes Festival 2013)                |  |
| 2. | Manicure (Live at iTunes Festival 2013)            |  |
| 3. | Artpop (Live at iTunes Festival 2013)              |  |
| 4. | Jewels N' Drugs (Live at iTunes Festival 2013)     |  |
| 5. | Sexxx Dreams (Live at iTunes Festival 2013)        |  |
| 6. | Swine (Live at iTunes Festival 2013)               |  |
| 7. | I Wanna Be With You (Live at iTunes Festival 2013) |  |
| 8. | Applause (Live at iTunes Festival 2013)            |  |
| 9. | Japanese Original Video Interview                  |  |

Notes
- Venus contient des extraits de Rocket Number Nine écrit par Sun Ra et Rocket #9 de Zombie Zombie.
- Sexxx Dreams et Jewels N' Drugs sont respectivement titrés en X Dreams et Jewels N' ***** sur la version éditée de l'album.
- Do What U Want a été retirée sur toutes les plateformes de streaming le 11 janvier 2019, soit deux jours après que Lady Gaga ait publié un message à propos des accusations concernant le chanteur R. Kelly[85].Une version CD de l'album sans la chanson a été rééditée.

## Classements et certifications

### Classement hebdomadaire
| Classement (2013)                        | Meilleure position |
| ---------------------------------------- | ------------------ |
| Allemagne (Media Control AG)             | 3                  |
| Australie (ARIA)                         | 2                  |
| Autriche (Ö3 Austria Top 40)             | 1                  |
| Belgique (Flandre Ultratop)              | 2                  |
| Belgique (Wallonie Ultratop)             | 2                  |
| Canada (Canadian Albums)                 | 3                  |
| Danemark (Tracklisten)                   | 5                  |
| Espagne (Promusicae)                     | 3                  |
| États-Unis (Billboard 200)               | 1                  |
| États-Unis (Top Dance/Electronic Albums) | 1                  |
| Finlande (Suomen virallinen lista)       | 3                  |
| France (SNEP)                            | 3                  |
| Irlande (IRMA)                           | 2                  |
| Italie (FIMI)                            | 2                  |
| Norvège (VG-lista)                       | 4                  |
| Nouvelle-Zélande (RIANZ)                 | 2                  |
| Pays-Bas (Mega Album Top 100)            | 4                  |
| Portugal (AFP)                           | 4                  |
| Tchéquie (IFPI)                          | 1                  |
| Royaume-Uni (UK Albums Chart)            | 1                  |
| Suède (Sverigetopplistan)                | 6                  |
| Suisse (Schweizer Hitparade)             | 2                  |
| Suisse (Romandie)                        | 1                  |

### Classement annuel
| Classement (2013)          | Position |
| -------------------------- | -------- |
| Argentine                  | 67       |
| Australie                  | 72       |
| Belgique (Flandre)         | 110      |
| Belgique (Wallonie)        | 89       |
| Brésil                     | 18       |
| Corée du Sud               | 20       |
| France                     | 105      |
| Hongrie                    | 57       |
| Italie                     | 50       |
| Japon                      | 45       |
| Mexique                    | 23       |
| Suisse                     | 74       |
| États-Unis (Billboard 200) | 103      |

### Certifications et ventes
| Pays                                   | Certification | Ventes     |
| -------------------------------------- | ------------- | ---------- |
| Argentine (CAPIF)                      | Or            | 20 000*    |
| Autriche (IFPI Austria)                | Or            | 7 500*     |
| Brésil (ABPD)                          | Platine       | 40 000*    |
| Canada (Music Canada)                  | Platine       | 80 000*    |
| Colombie (ASINCOL)                     | Or            | 5 000*     |
| Corée du Sud (KMCIA)                   | Or            | 3 856      |
| Espagne (PROMUSICAE)                   | Or            | 12 000     |
| États-Unis (RIAA)                      | Platine       | 1 000 000* |
| Finlande (IFPI Finland)                | Or            | 10 000*    |
| France (SNEP)                          | Platine       | 100 000    |
| Hongrie (Mahasz)                       | Or            | 1 000*     |
| Italie (FIMI)                          | Or            | 25 000*    |
| Japon (RIAJ)                           | Platine       | 199 628    |
| Mexique (AMPROFON)                     | Platine       | 60 000*    |
| Pologne (ZPAV)                         | Or            | 10 000*    |
| Suède (IFPI Sweden)                    | Or            | 20 000*    |
| Suisse (IFPI Switzerland)              | Or            | 15 000*    |
| Royaume-Uni (BPI)                      | Or            | 207 243    |
| *Ventes basées sur les certifications. |               |            |

## Historique de sortie
| Pays        | Date             | Format                                 | Label           |
| ----------- | ---------------- | -------------------------------------- | --------------- |
| Japon       | 6 novembre 2013  | CD, CD+DVD, téléchargement digital     | Universal Music |
| Allemagne   | 8 novembre 2013  | CD, CD+DVD, téléchargement digital, LP | Universal Music |
| Australie   | 8 novembre 2013  | CD, CD+DVD, téléchargement digital     | Universal Music |
| Autriche    | 8 novembre 2013  | Téléchargement digital                 | Universal Music |
| France      | 8 novembre 2013  | Téléchargement digital                 | Universal Music |
| Italie      | 8 novembre 2013  | Téléchargement digital                 | Universal Music |
| Royaume-Uni | 8 novembre 2013  | Téléchargement digital                 | Polydor         |
| Australie   | 11 novembre 2013 | LP                                     | Universal Music |
| États-Unis  | 11 novembre 2013 | CD, téléchargement digital             | Interscope      |
| France      | 11 novembre 2013 | CD, CD+DVD                             | Universal Music |
| Royaume-Uni | 11 novembre 2013 | CD, CD+DVD                             | Polydor         |
| Italie      | 12 novembre 2013 | CD, CD+DVD                             | Universal Music |
| Pologne     | 12 novembre 2013 | CD                                     | Universal Music |
| France      | 30 décembre 2013 | LP                                     | Universal Music |
| Royaume-Uni | 30 décembre 2013 | LP                                     | Polydor         |